# ديفيد هيبرت
ديفيد هيبرت (بالإنجليزية: David Hibbert)‏ هو لاعب كرة قدم بريطاني في مركز الهجوم، ولد في 28 يناير 1986 في Eccleshall ‏ في المملكة المتحدة. لعب مع برادفورد سيتي وبريستون نورث إيند وبورت فايل وتيلفورد يونايتد وشروزبري تاون ونادي بيتربورو يونايتد ونادي تاموورث ونادي روذرهام يونايتد.

## وصلات خارجية
- ديفيد هيبرت على موقع قاعدة بيانات كرة القدم.إي يو (الإنجليزية)
- ديفيد هيبرت على موقع Soccerbase.com (لاعب) (الإنجليزية)
- ديفيد هيبرت على موقع Soccerway.com (الإنجليزية)